# Amyra Dastur
Amyra Dastur (née le 7 mai 1993) est une actrice indienne,. Elle fait ses débuts dans le film Issaq, aux côtés de Prateik Babbar. Elle prend part au casting du thriller de science fiction Mr. X de Mukesh Bhatt aux côtés d'Emraan Hashmi. Elle a également joué dans un film Tamil, Anegan aux côtés de Dhanush.

## Biographie

### Jeunesse et débuts
Amyra Dastur née Amy Dastur a commencé ses études à la Cathedral and John Connon School, l'école privée indienne, située à Bombay dans l’État de Maharashtra. Elle a fait ses études secondaires à l'école internationale Dhirubhai Ambani ( en : Dhirubhai Ambani International School (DAIS) ) dans la même ville, mais a abandonné pour continuer à jouer. Elle étudie actuellement au HR Collège de Mumbai.
Bien qu'elle soit née et a grandi à Mumbai, Amira, elle-même, dit que son hindi n'est pas trop bon. Dastur est parsi et elle parle anglais et le gujarati à la maison.

## Carrière
Dastur a commencé sa carrière à l'âge de 16 ans comme mannequin dans les publicités. Elle a été modèle pour Clean and Clear, Dove, Vodafone et Micromax.
Amyra a débuté à Bollywood en 2013 dans le film hindi Issaq réalisé par Manish Tiwary, où elle a joué le rôle de Bachchi Kashyap aux côtés de Prateik Babbar,.
Son premier projet international a été le rôle de Kyra dans Kung Fu Yoga, qui est sorti en Inde le 3 février 2017, où elle a joué avec Jackie Chan,.
Ses débuts télougou ont été en 2018 à Rajugadu à côté de Raj Tarun, et à Manasuku Nachindi à côté de Sundeep Kishan, sous la direction de Manjula Ghattamaneni.